# پرایم ۷۹۱۹
سیارک ۷۹۱۹ (به انگلیسی: 7919 Prime، نامگذاری:1981EZ27) هفت هزار و نهصد و نوزدهمین سیارک کشف شده‌است که در ۲ مارس ۱۹۸۱ کشف شد.
قدر مطلق سیارک برابر ۱۴٫۲۰ است.